# 特林 (瑞士)

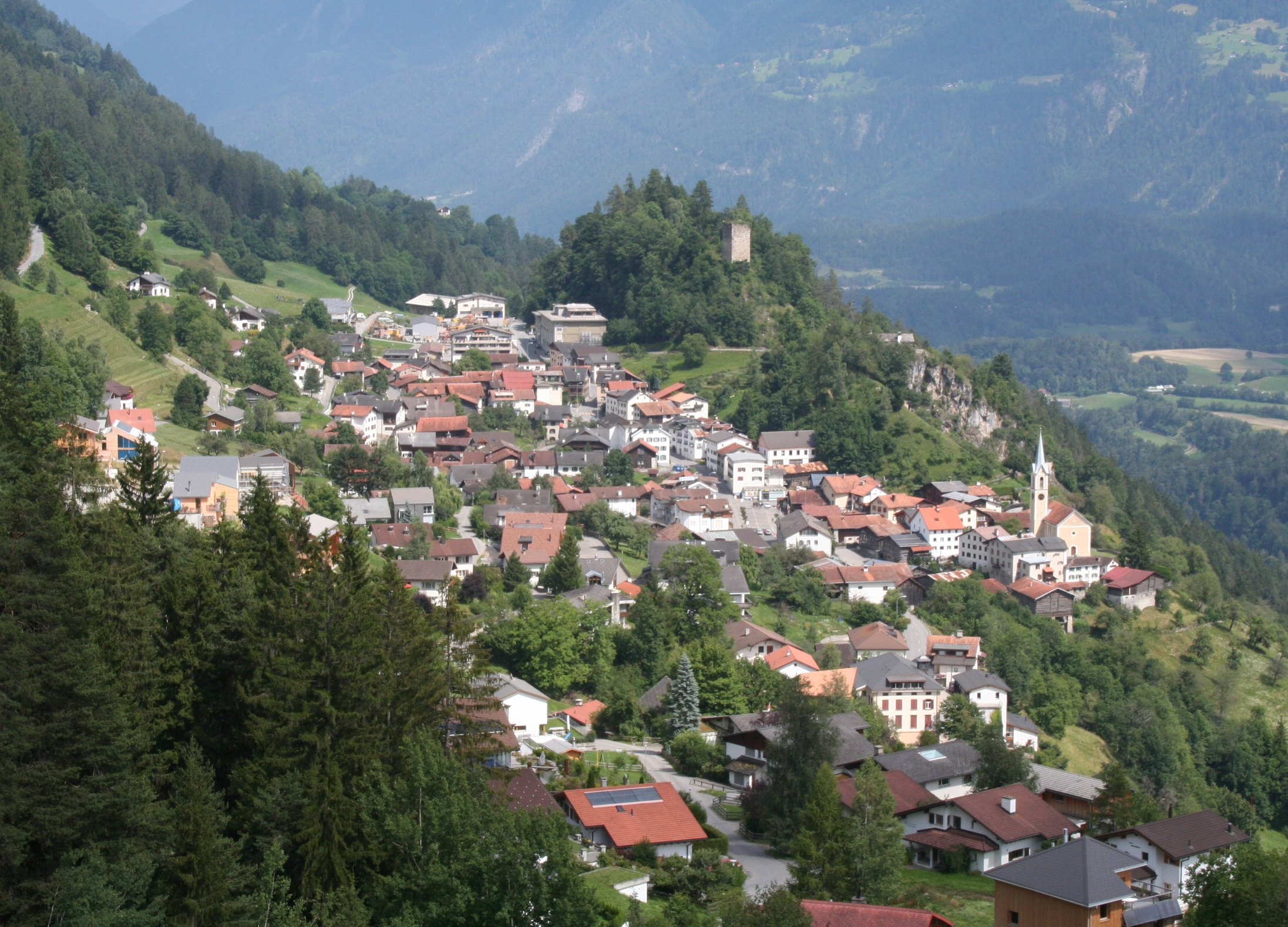

特林是瑞士的城鎮，位於該國東部，由格勞賓登州負責管轄，面積47.17平方公里，海拔高度876米，2011年人口1,222，約五成半居民信奉基督教，人口密度每平方公里26人。